# Няня (телесериал)
«Ня́ня» (англ. The Nanny) — комедийный семейный телесериал сопродюсированный Sternin and Fraser Ink, Inc и Highschool Sweethearts Productions совместно с TriStar Television для CBS. Актриса Фрэн Дрешер сыграла главную роль Фрэн Файн — очаровательной и энергичной еврейки из Нью-Йоркского района Куинс, случайно ставшей няней трёх детей из высшего общества.
Созданный по сценарию и под руководством Фрэн Дрешер и её бывшего мужа Питера Марка Джейкобсона, сериал в очень большой части был инспирирован реалиями их интимной жизни, и вовлек в свою орбиту имена и шаржированные образы их друзей и близких родственников.
В России сериал был показан в начале 2000-х на канале ДТВ.
Сериал адаптирован во многих странах, в том числе и в России — под названием «Моя прекрасная няня».

## Сюжет
Сюжет развивается вокруг Фрэн Файн — энергичной и экстравагантной еврейки из Квинса, которую бросает и увольняет с работы её жених Денни Империали.
Работая теперь продавщицей косметики, Фрэн попадает в дом Максвелла Шеффилда — известного бродвейского продюсера, вдовца и отца троих детей. Максвелл устраивает вечеринку для потенциальных инвесторов, и ему позарез нужна няня, чтобы присмотреть за детьми. В отчаянии он берёт на работу Фрэн, хотя и сомневается в своем выборе.
Дети Максвелла — застенчивая Мэгги, «трудный ребёнок» Брайтон и эксцентричная Грейси — вначале не очень приветливо относятся к своей новой гувернантке, но она быстро располагает их к себе. Пребывание раскрепощенной няни с нешаблонными манерами поведения, да ещё из такого района как Квинс в доме аристократичной семьи на Манхэттене становится «культурным потрясением» для всех домочадцев. Но именно Фрэн, благодаря своей непосредственности и так называемой «логике Квинс», помогает Шеффилдам стать здоровой и счастливой семьёй.
Кроме Максвелла и его детей в круг семьи входят дворецкий Найлс и деловая партнёрша Максвелла Сиси Бэбкок. Найлс — хитроумный, всезнающий и щедрый на сарказм служитель — сразу находит общий язык с новой няней, и они остаются друзьями на протяжении всего сериала. Зато хладнокровная, внешне бесчувственная Сиси с самого начала невзлюбила Фрэн, ревнуя к ней Максвелла, в которого влюблена уже много лет.
Отношения между Найлсом и Сиси становятся одним из второстепенных сюжетов сериала. Они складываются задолго до появления в доме Фрэн, и складываются не очень хорошо. Они презирают друг друга. Поэтому Найлс частенько отпускает едкие комментарии в адрес Сиси, которая отвечает ему тем же. Но иногда они могут ладить, и между ними есть даже какое-то сексуальное притяжение. А в шестом (последнем) сезоне, зритель узнает, что презрение Найлса было всего лишь прикрытием, и что все эти годы он был тайно влюблен в Сиси. После некоторых недоразумений и неприятных моментов они тайно становятся парой, вскоре женятся и узнают, что ждут ребёнка.
Большую роль в сериале играет семья Фрэн — клан Файнов, состоящий из многочисленных кузенов, кузин, дядюшек и тётушек, разбросанных почти по всем США, хотя большая их часть проживает в Нью-Йорке. Все они тесно друг с другом общаются, но не всегда дружат. Файны играют большую роль, так как с первого же эпизода становятся неотъемлемой частью жизни клана Шеффилдов. Начиная с мамы Фрэн Сильвии Файн и бабушки Йетты Розенберг, которые почти каждый день приходят в гости и подолгу не уходят домой, кончая её сестрой и всеми остальными родственниками, с которыми Максвеллу и детям приходится иметь дело.
Сама Фрэн тоже бывает не в восторге от своих родственников, но семейные узы для неё очень важны. Особое внимание уделяется её отношениям с матерью Сильвией. И хотя они очень любят друг друга, не все у них просто.
Но самая главная сюжетная линия это история про Максвелла и Фрэн. Почти с самого начала их отношения принимают иной характер, чем просто «няня и отец семейства». Фрэн берёт на себя ответственность не только за детей, но и за Максвелла, играя роль «жены». Разница в их происхождениях часто становится причиной недоразумений и даже ссор, но это не мешает их отношениям развиваться. Чувства между ними обоими проявляются уже в первом сезоне, и чем дальше, тем больше. Но Максвелл все не решается сделать первый шаг и старается держать Фрэн на расстоянии. А в конце третьего сезона, Максвелл наконец-то признаётся ей в любви, но в начале четвёртого забирает «это» — то есть свои слова — обратно, что приводит Фрэн в ярость.
С этого момента их отношения меняются: Фрэн знает о его чувствах, но понимает, что не может ждать его вечно. Максвелл в свою очередь не торопится сделать первый шаг, но тем не менее ревнует её к кавалерам, и боится, что в конце концов потеряет её. В первой половине пятого сезона Фрэн становится более решительной и, устав ждать, решает покинуть дом Шеффилдов. В последнюю минуту Максвелл останавливает её, первый раз назвав её по имени, а не по фамилии. Затем он делает ей предложение, а в последнем эпизоде того же сезона они женятся.
Так, в шестом сезоне зритель видит их уже как мужа и жену. И после долгой борьбы, в завершительном эпизоде у них рождаются близнецы — их первые совместные дети.

### «Running gags»
«Няня», помимо всего прочего, стала известна своими т. н. running gags, то есть ситуации или черты героев, над которыми шутят на протяжении всего сериала. Такой трюк часто используют в комедийных сериалах.
Вот часть самых известных и продолжительных «running gags» в «Няне».
- Настоящий возраст Фрэн — известный факт, что Фрэн далеко за тридцать, но сколько именно ей лет, остаётся тайной, так как она тщательнейшим образом скрывает свой настоящий возраст, убавляя себе по пять, а то и по десять лет. По официальной версии (придуманной ей самой) Фрэн двадцать девять (причём на протяжении почти всего сериала).
- Неприязнь Максвелла к Эндрю Ллойду Уэбберу — в своё время Максвелл отказался ставить мюзикл Кошки, который, как известно, стал большим хитом. И так как карьера Ллойда Уэббера пошла намного лучше, чем у Максвелла, он всё время пытается с ним конкурировать, но почти всегда побеждает Ллойд Уэббер, который, скорее всего, и не подозревает о конкуренции.
- Помешательство Фрэн на замужестве — Сильвия с детства внушала Фрэн, что единственный способ стать счастливой — это выйти замуж. И когда у Фрэн никак не может сложиться личная жизнь, у неё развивается своего рода комплекс неполноценности. Она становится все более отчаянной и готова согласиться на любое предложение. Сильвия в свою очередь давит на неё, напоминая, что Фрэн не молодеет.
- Холодная война Найлса и Сиси — как отмечено выше, Найлс и Сиси (вначале) недолюбливают друг друга, постоянно задевая друг друга и пакостят друг другу. Даже поженившись, они не бросают дурную привычку.
- Пристрастия Сильвии к еде — одна из отличительных черт Миссис Файн это её любовь к еде, переходящая все границы. Героиня могла съесть и даже не очень съедобные вещи, например нижнее белье и мягкую пластмассу. Рени Тэйлор — актриса, сыгравшая Сильвию, ела практически в каждой сцене, и в конце концов сильно поправилась. Однажды она принесла в студию справку от врача, где говорилось, что актрисе надо сократить количество поедаемых продуктов. Поэтому в шестом сезоне зритель видит заметно похудевшую Сильвию.
- Скрытность Морти Файна — практически за все шесть сезонов отец Фрэн никогда не показывает своё лицо. На экране появляется редко и снимают его обычно сзади. Но в пятнадцатом и двадцать первом эпизодах шестого сезона, то есть в конце сериала, зритель наконец-то ближе знакомится с Мистером Файном, чью роль оба раза исполняет известный артист Стив Лоуренс.
- Голос Фрэн — почти в каждом эпизоде герои сериала подшучивают над голосом Фрэн, который бывает довольно громким и не слишком приятным.

## В ролях
- Фрэн Дрешер — Фрэн Файн (с 123 серии - жена Максвелла)
- Чарльз Шонесси — Максвелл «Макс» Шеффилд (с 123 серии - муж Фрэн)
- Дэниел Дэвис — Найлс
- Лорен Лэйн — Частити Клэр «Сиси» Бэбкок
- Николь Том — Маргарет Шеффилд
- Бенджамин Солсбери — Брайтон Шеффилд
- Мэйделин Зима — Грейс Шеффилд
- Рене Тейлор — Сильвия Файн
- Энн Морган Гилберт — Йетта Розенберг

## Адаптации

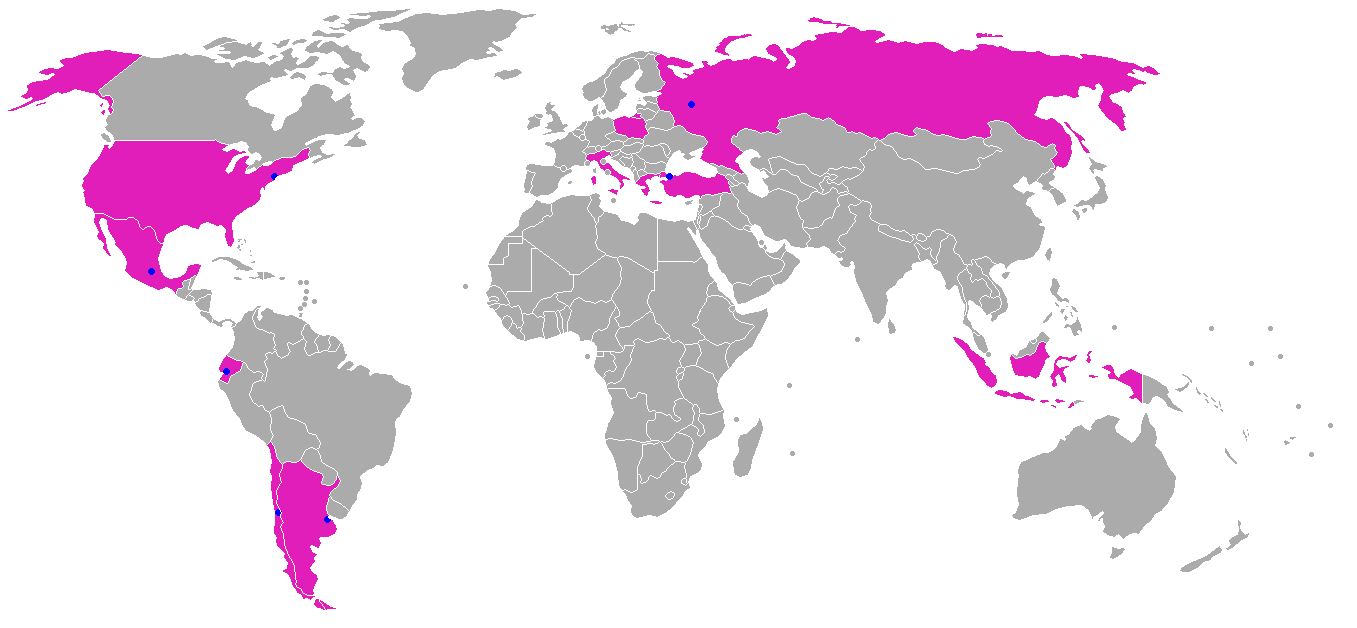
Страны, в которых были выпущены адаптации, выделены пурпурным

Няня была показана в более чем 60 странах мира. С 2000 годов по сюжету сериала было выпущено множество адаптаций для разных регионов, в том числе сериалы La Niñera в Аргентине и Моя прекрасная няня в России.